# Walter Bärtschi
Walter Bärtschi (geboren 1944 in Utzigen) ist ein ehemaliger Schweizer Skilangläufer. Er wurde zehnmal Schweizer Meister in verschiedenen Disziplinen und holte sich an den Paralympics 1988 zusammen mit der Staffel die Silbermedaille.

## Karriere
1968 begann Bärtschi bei der SIV-Sportgruppe Baden Sitzball zu spielen, für die er bis zu deren Auflösung 2005, zuletzt als Spielertrainer, tätig war. Ebenfalls war er Ehrenmitglied der Schweizerischen Sitzballvereinigung (SSBV), die Ende 2021 wegen Mangels an aktiven Teams aufgelöst wurde.
Zum Langlauf kam Bärtschi Ende der 1970er Jahre mit dem Aufkommen der Langlaufschlitten. 1985 wurde er erstmals Schweizer Meister über fünf sowie zehn Kilometer, insgesamt holte er in seiner Karriere zehn Schweizer-Meister-Titel. Er trat auch über längere Distanzen zu Wettbewerben an, so zweimal beim Engadiner Skimarathon, und zehnmal beteiligte er sich am Gommerlauf. Seinen grössten Erfolg konnte er an den Winter-Paralympics 1988 in Innsbruck verbuchen, wo er zusammen mit Heinz Frei und Walter Widmer in der Staffel mit 44 Jahren Silber holte. Im darauffolgenden Jahr konnte er an der EM im norwegischen Hurdal die Silbermedaille in der Staffel nochmals bestätigen und holte sich Bronze über 10 Kilometer. An der WM 1990 in Jackson trat Bärtschi ebenfalls an, blieb aber ohne Edelmetall. Dreimal konnte er mit der Staffel in Deutschland gewinnen und den Mercedes-Pokal entgegennehmen.

## Privates
Bärtschi wurde 1944 in Utzigen im Kanton Bern geboren. Im Alter von zehn Jahren erkrankte er an Kinderlähmung und war seither auf Gehhilfen und Stützapparate angewiesen. 1970 heiratete Bärtschi seine Freundin, die er in der SIV-Sportgruppe Baden kennengelernt hatte. Von 1962 bis 1966 absolvierte er in Bern eine Lehre als Heizungszeichner und besuchte später von 1972 bis 1976 das Abendtechnikum in Zürich. Ab 1978 arbeitete er als Projektleiter für Gebäudetechnik beim Hochbauamt der Stadt Winterthur. Von 1991 bis 1997 war er zusätzlich als Fachlehrer an der Technikerschule Zürich tätig.
Bärtschi lebt seit längerem in Brütten, wo er sich auch im dortigen Politischen Gemeindeverein engagierte und Mitglied der Sozial- und Gesundheitsbehörde war.